# Maple Leaf Rag
Maple Leaf Rag és una de les primeres composicions de ragtime per a piano de Scott Joplin. Fou un dels primers treballs de Joplin i és una de les més famoses de totes les peces de ragtime, i es convertí en la primera peça instrumental que va vendre per sobre d'un milió de còpies de partitures.
El 1916, Joplin enregistrà Maple Leaf Rag per al segell Connorized and Aeolian Uni-Record, juntament amb altres peces de ragtime Something Doing, Magnetic Rag, Ole Miss Rag (compost amb W. C. Handy), Weeping Willow i Pleasant Moments - Ragtime Waltz.

## Estructura
AA BB A CC DD
Maple Leaf Rag és una marxa de ragtime amb atlètiques línies de baix. Cada una de les quatre parts interpreta un tema que es repeteix amb un baix que salta amb copiosos acords.
Tévuna construcció més acurada que gairebé totes les tonades de ragtime prèvies, i el síncope, especialment en la transició entre la primera i segona pressió, fou molt nou en l'època.
Encara que rítmicament o musicalment no és una peça extremadament difícil, un pianista ha de tenir especialment ben desenvolupada la mà esquerra per a interpretar la tercera part de la peça. Quan es va publicar, es considerà significativament més difícil que la mitjana Tin Pan Alley i que la majoria de ragtime comuns a l'època.
El Gladiolus Rag, una composició posterior de Joplin, és una variant desenvolupada del Maple Leaf Rag, amb una sofisticació musical creixent que es toca normalment a un tempo una mica més lent del previst per Joplin. A més a més, la primera part de The Cascades de Joplin s'assembla molt al primer tema de Maple Leaf Rag.

## Popularitat i llegat

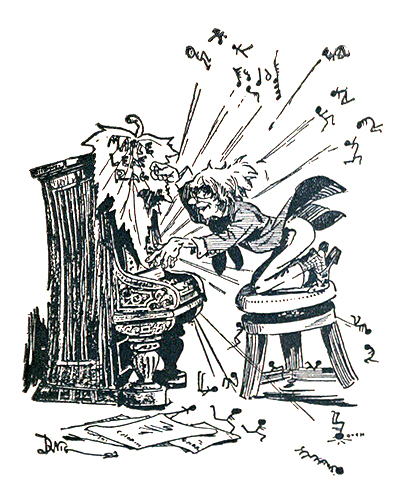
Caricatura d'una actuació de Maple Leaf Rag des d'una pàgina d'anunci al darrere d'un altre rag publicat per John Stillwell Stark, 1913

Joplin va escriure el Maple Leaf Rag al voltant del 1897 en honor del Maple Leaf Club, un club social negre que va existir breument durant els últims anys 1890 a Sedalia a l'estat de Missouri. Poc després d'acabar-lo, Joplin va dir al seu amic compositor de ragtime Arthur Marshall que «el Maple Leaf em farà el rei dels compositors de ragtime». Es publicà el setembre del 1899 (finalment després que Joplin sotmetés el rag a tres editors) en pentagrama per John Stark & Fill, després i en els seus primers sis mesos venia 75.000 còpies, i va ser «la primera partitura instrumental d'Amèrica».
Més d'un milió de còpies de la partitura se'n van vendre i Scott Joplin va ser el primer músic que va atènyer aquest nombre de còpies venudes d'una peça de música instrumental. A més a més de les vendes de pentagrames, era també popular en orquestracions per a orquestres de ball i brass band durant anys.
La tonada va continuar en el repertori de grups de jazz dècades més tard, amb artistes com els New Orleans Rhythm Kings durant els anys 1920, i Sidney Bechet durant els anys 1940, que la readaptaren als temps, mantenint la seva qualitat eterna. Com a indicació de la seva popularitat persistent i reconeixement, es gravà en discs de fonògrafs sis vegades en cada una de les tres dècades després de la seva publicació. El 1930, va fer una clàssica aparició en la pel·lícula de gàngsters The Public Enemy. També se sentia repetidament en el curtmetratge de Mickey Mouse del 1932 The Whoopee Party.
El Maple Leaf Rag és encara un dels favorits pels pianistes de ragtime, i s'ha descrit com a «institució americana… encara en impressió i encara popular». Com que els drets d'autor han expirat, la composició és de domini públic. Apareix en les bandes sonores de centenars de films, còmics, anuncis i videojocs.
El 2004, els oients de ràdio canadencs a van votar com la 39a cançó millora de tots els temps.